# Letsile Tebogo
Letsile Tebogo (Kanye, 7 juni 2003) is een Botswaans atleet, die zich heeft toegelegd op de sprint. Hij werd in 2024 olympisch kampioen op de 200 m en was hiermee de allereerste Botswaan die olympisch goud won, in welke sport dan ook. Daarnaast maakte hij deel uit van het Botswaanse olympisch team op de 4 × 400 m estafette, dat de zilveren medaille won. Aan het eind van 2024 werd hij door World Athletics uitgeroepen tot wereldatleet van het jaar.

## Biografie

### Eerste internationale ervaringen
Tebogo deed zijn eerste internationale ervaring op tijdens de World Athletics Relays in het Poolse Chorzów. Hij was toen nog zeventien (het toernooi vond begin mei plaats) en maakte er deel uit van het Botswaanse team op de 4 × 100 m estafette. Dit viertal werd vierde in hun serie in 39,55 s. In de totaalrangschikking eindigden zij hiermee op de dertiende plaats; om zich rechtstreeks te kwalificeren voor de wereldkampioenschappen van 2022 hadden zij bij de eerste tien moeten eindigen. Later dat jaar, bij de WK U20 in Bydgoszcz nam hij deel aan de 100 m en 200 m en daarin kwam zijn talent voor de sprint volledig tot ontplooiing: hij won goud op de 100 en zilver op de 200 m, zijn eerste individuele medailles op een internationaal toernooi.

### 100 m binnen de 10 sec.
In 2022 begon Tebogo het jaar door tijdens de Botswaanse jeugdkampioenschappen in februari het nationale record op de 100 m op 10,08 te stellen. Twee maanden later doorbrak hij als eerste Botswaan de grens van 10 seconden. Bij een wedstrijd in Gaborone liet hij 9,96 voor zich noteren. Dat was een U20-wereldrecord. Later dat jaar maakte hij zijn debuut op de WK in Eugene door op de 100 m zijn serie te winnen in 9,94, een verdere verbetering van zijn eigen U20-wereldrecord. Het was gelijk zijn beste prestatie in het toernooi, want in de halve finale sneuvelde hij. Op de WK U20 in Cali was Tebogo vervolgens weer sneller dan ooit. In 9,91 prolongeerde hij zijn U20-titel van het jaar ervoor.

### Zilver en brons op WK 2023
In 2023, zijn eerste jaar bij de senioren, nam Tebogo voor de tweede keer in zijn nog jonge loopbaan deel aan de wereldkampioenschappen, die ditmaal in Boedapest plaatsvonden. Het leverde hem deze keer twee medailles op. Op de 100 m werd hij achter de Amerikaan Noah Lyles tweede in 9,88, wederom een verbetering van zijn beste tijd ooit en dus ook van zijn eigen nationale record. De finish was een zeer spannende, want behalve Tebogo kwamen ook de Brit Zharnel Hughes en de Jamaicaan Oblique Seville tot dezelfde tijd. Op de 200 m werd Tebogo derde en waren hij, winnaar Noah Lyles en diens als tweede finishende landgenoot Erriyon Knighton de enige sprinters die binnen de 20 seconden bleven. Hun tijden: 19,52, 19,75 en 19,81. Daarnaast nam hij deel aan Diamond League serie, waar hij in een viertal gevallen medailles aan overhield, waaronder eenmaal een gouden.

### Goud en zilver op OS 2024
In het olympische jaar 2024 bereikte Tebogo het voorlopige hoogtepunt van zijn nog korte loopbaan. In de aanloop naar de Olympische Spelen in Parijs had hij al blijk gegeven van zijn goede vorm door begin mei bij de World Athletics Relays in Nassau als lid van de Bahamaanse estafetteploeg op de 4 × 400 m estafette naar de winst te snellen in 2.59,11. Vervolgens liep hij in juli binnen elf dagen in Hongarije een 100 m binnen de 10 seconden (9,99), won hij in de Diamond League reeks de 200 m tijdens de Herculis Meeting in Monaco in 19,87 en werd hij daarna in de London Athletics Meet derde op de 100 m in 9,88 achter Noah Lyles (1e in 9,81) en Akani Simbile (2e in 9,86).
In Parijs begon Tebogo op de 100 m met een zesde plaats. Dat lijkt wat tegenvallend, maar de Botswaan liet wel 8,86 noteren, een PR-prestatie en dus tevens een verbetering van zijn nationale record. Het feit dat de laatst aankomende nog een tijd van 9,91 liet noteren geeft wel aan hoe hard er in die finale werd gelopen. Vervolgens liet Tebogo er enkele dagen later op de 200 m geen enkel misverstand over bestaan wie op dit onderdeel de titel toekwam, want in 19,46, een Afrikaans record en de vijfde snelste tijd ooit, stormde hij met 0,16 seconden voorsprong op de tweede aankomende Kenneth Bednarek over de finish. Het was de eerste olympische gouden medaille van een Botswaanse sporter ooit en dat leverde in thuisland Botswana een dag na Tebogo’s overwinning een vrije dag op om het heugelijke feit te vieren. Tebogo zelf hield er twee huizen aan over, hem geschonken door de overheid.
Terwijl in eigen land het eerste Botswaanse goud uitbundig werd gevierd, was Tebogo zelf in Parijs nog niet klaar. Op de 4 × 400 m snelde hij met zijn ploeggenoten naar de winst in hun serie in 2.57,76. Op 10 augustus, de laatste dag in het atletiekstadion, zetten Bayapo Ndori, Busang Kebinatshipi, Anthony Pesela en Letsile Tebogo die seriewinst om in een tweede plaats in 2.54,53, opnieuw een Afrikaanse record en op slechts 0,1 seconde achter het winnende Amerikaanse team. 

## Titels
- Olympisch kampioen 200 m – 2024
- Afrikaans kampioen 200 m – 2022
- Wereldkampioen U20 100 m – 2021, 2022
- Wereldkampioen U20 200 m – 2021, 2022

## Persoonlijke records
Outdoor
| Onderdeel | Prestatie   | Datum            | Plaats   |
| --------- | ----------- | ---------------- | -------- |
| 100 m     | 9,86 (NR)   | 4 augustus 2014  | Parijs   |
| 200 m     | 19,46 (AR)  | 8 augustus 2024  | Parijs   |
| 300 m     | 30,69 (WBP) | 17 februari 2024 | Pretoria |
| 400 m     | 44,29       | 18 maart 2024    | Pretoria |

## Palmares

### 100 m
- 2021:  WK U20 – 10,19 s (-0,2 m/s)
- 2022: 7e in ½ fin. WK – 10,17 s (-0,1 m/s) (in serie 9,94 s = WR U20)
- 2022:  WK U20 – 9,91 s (+0,8 m/s)
- 2023:  WK – 9,88 s (+0,0 m/s) (NR)
- 2024: 6e OS – 9,86 s (+1,0 m/s) (NR)

Diamond League-podiumplaatsen
- 2023:  Meeting de Paris – 10,05 s (-0,9 m/s)
- 2023:  Herculis – 9,93 s (+0,6 m/s)
- 2024:  London Athletics Meet – 9,88 s (-0,3 m/s)
- 2024:  Golden Gala – 9,87 s (+0,3 m/s)

### 200 m
- 2021:  WK U20 – 20,38 s (+0,5 m/s)
- 2022:  Afrikaanse kamp. – 20,26 s
- 2022:  WK U20 – 19,96 s (-1,0 m/s)
- 2023:  WK – 19,81 s (-0,2 m/s)
- 2024:  OS – 19,46 s (+0,4 m/s) (AR)

Diamond League-podiumplaatsen
- 2023:  Athletissima – 20,01 s (-0,4 m/s)
- 2023:  London Athletics Meet – 19,47 s (+1,6 m/s)
- 2024:  Herculis – 19,87 s (+0, 6 m/s)
- 2024:  Athletissima – 19,64 s (+0, 9 m/s)
- 2024:  Silesia Kamila Skolimowska Memorial - 19,83 s (+0,6 m/s)
- 2024:  Weltklasse Zürich – 19,55 s (+0,4 m/s)
- 2024:  Memorial Van Damme – 19,80 s (+0,7 m/s)

### 4 × 100 m
- 2021: 4e in serie World Athletics Relays – 39,55 s

### 4 x 400 m
- 2024:  World Athletics Relays – 2.59,11
- 2024:  OS – 2.54,53 (AR)

## Onderscheidingen
- ANOC - Beste mannelijke atleet van Parijs - 2024[2]
- Wereldatleet van het jaar - 2024